# Echinochalina anomala
Echinochalina anomala är en svampdjursart som beskrevs av Hallmann 1912. Echinochalina anomala ingår i släktet Echinochalina och familjen Microcionidae. Inga underarter finns listade i Catalogue of Life.